# Thirst for Blood, Hunger for Flesh
Thirst for Blood, Hunger for Flesh - kompilacja amerykańskiej grupy deathmetalowej Abscess. Znalazły się na niej utwory z przeróżnych dem, singli, splitów oraz EP'ek. Wydana została w roku 2003 przez Necroharmonic Productions.

## Lista utworów
1. "Speed Freak"   – 1:27
2. "Leech Boy"  – 1:35
3. "Swimming in Blood"  – 2:14
4. "For Those I Hate"  – 1:41
5. "Suicide Pact"  – 3:55
6. "Beneath The Skin"  – 3:02
7. "29th Lobotomy"  – 1:47
8. "Wriggling Torsos"  – 0:36
9. "Lunatic Whore"  – 1:51
10. "Open Wound"  – 2:19
11. "Scattered Carnage"  – 0:58
12. "Die Pig Die"  – 2:39
13. "To Die Again"  – 4:39
14. "Throbbing Black Werebeast"  – 1:18
15. "Brain Destroyer"  – 2:31
16. "Doomsday inside My Head"  – 3:51
17. "Horny Hag"  – 1:18
18. "Leave the Skin"  – 1:01
19. "Flesh Candy"  – 4:18
20. "Fuckin Hell"  – 2:39
21. "Necro Slut"  – 1:28
22. "Maldoror"  – 4:26
23. "Sink, Drown, Die"  – 1:54
24. "Fuckface"  – 1:57
25. "Thirst for Blood, Hunger for Flesh"  – 2:53